# Porsche 911 RSR (991)
Pour un article plus général, voir Porsche 911 (991).
Chronologie des modèles
Porsche 911 GT3 RSR (997) Porsche 911 RSR (2017)
La Porsche 911 RSR est une automobile de compétition développée par le constructeur allemand Porsche pour courir en endurance dans la catégorie LM GTE de l'Automobile Club de l'Ouest et de la Fédération internationale de l'automobile (FIA). Elle est dérivée de la Porsche 911 (991), dont elle tire son nom, mais n'est pas homologuée pour la route..

## Historique

### 991 RSR«Cochon rose»
Voiture qui a remporté les 24 heures du Mans 2018 dans la catégorie LMGTE Pro. Cette 911 RSR a repris les couleurs de la Porsche 917 Cochon rose de 1971 lors de la 86e édition des 24 Heures du Mans pour commémorer les 70 ans de Porsche.
L'idée de peindre la voiture en rose revient à un designer qui, compte tenu de l'aspect rondouillard de la voiture, adopta cette livrée complétée des différentes parties d'un cochon.

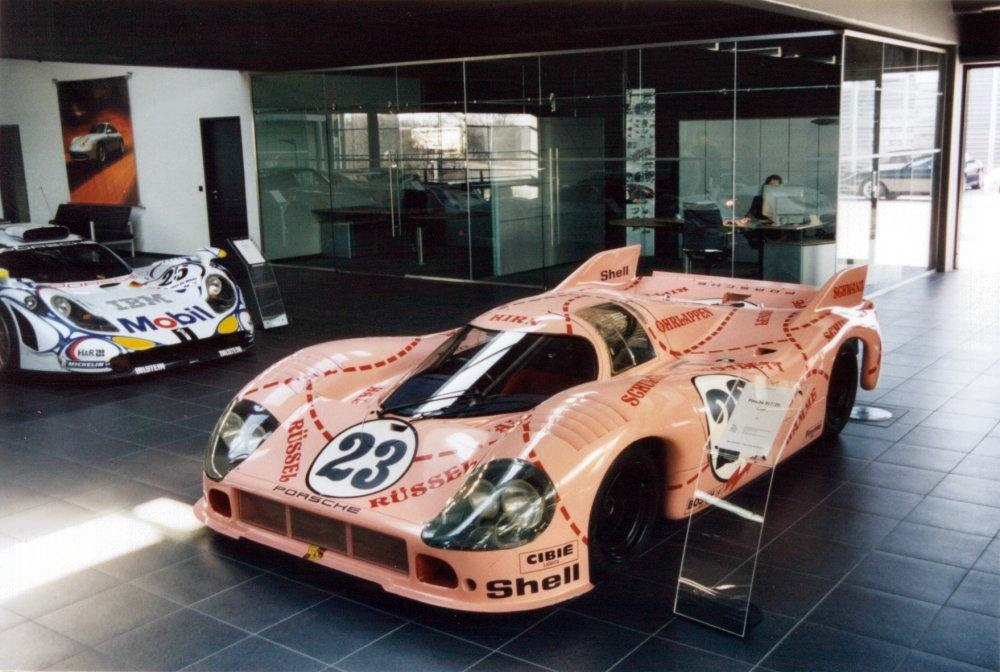
La Porsche 917 dans sa livrée Cochon rose (Le Mans 1971) qui a inspiré la 991 RSR.
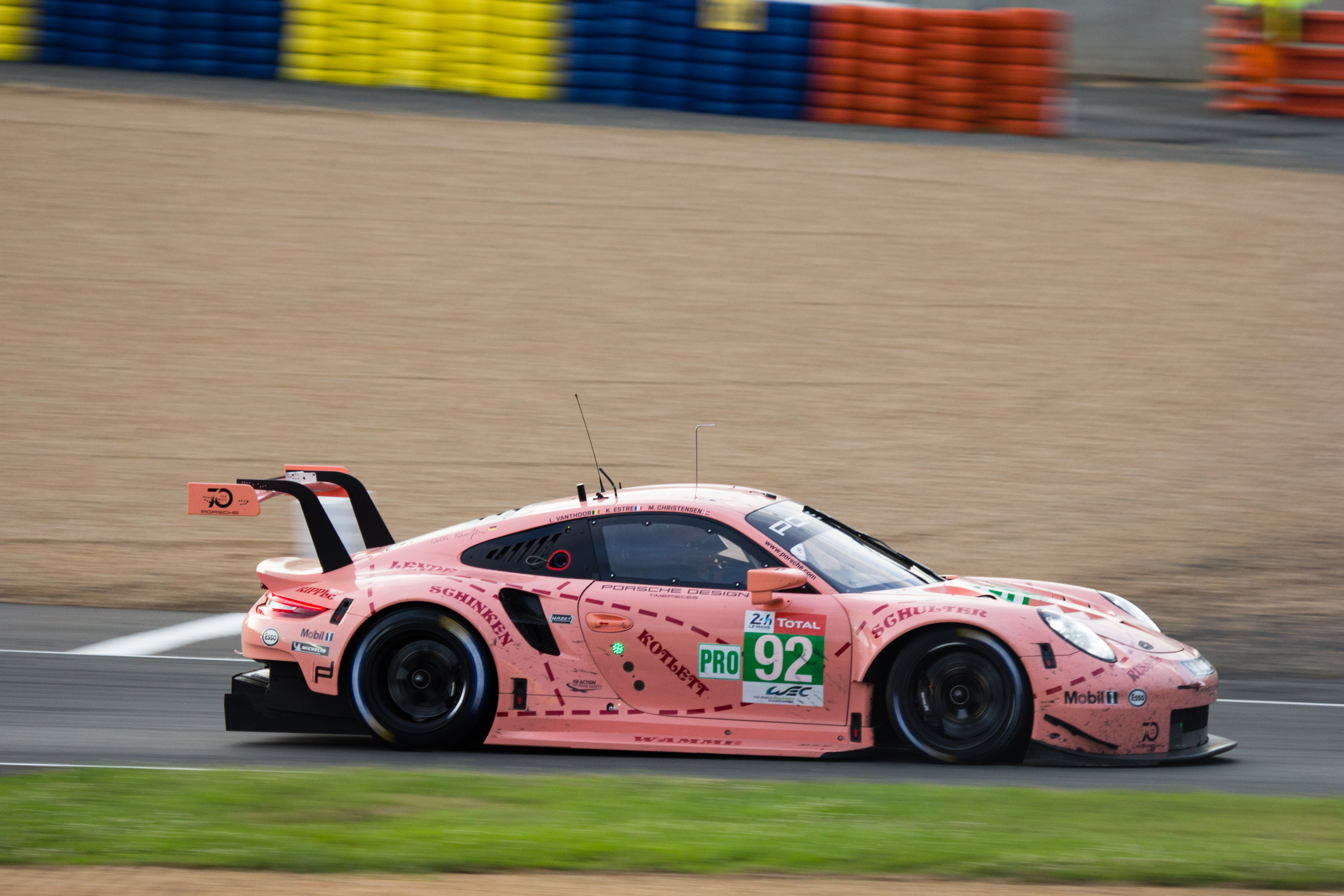
La Porsche 911 RSR « Cochon rose » en 2018.

### 991 RSR Rothmans
La 991 RSR Rothmans a terminé deuxième au 24 Heures du Mans 2018 dans la catégorie LMGTE Pro, derrière la RSR « Cochon rose ».
En 2023, la 991 RSR a été remplacée par la nouvelle 992 GT3 R en endurance dans la catégorie GT3.

## Motorisation
La Porsche 991 RSR reste, en 2023, la seule 911 à être dotée d'un moteur (Boxer six-cylindres atmosphérique) en position centrale arrière (en avant de l'essieu arrière), contrairement à toute la gamme des 911 pourvue d'un moteur en porte-à-faux arrière. Voiture de course monoplace, d'une cylindrée de 4 L, elle affiche une puissance de 510 ch.